# Osso cuneiforme
Osso cuneiforme
Ossos do tarso, são três: medial, intermédio e lateral.Articulam-se com o navicular posteriormente e com o as três metatarsais dos dedos 1(halux), 2 e 3 do tarso.Ao lado deles há o osso cubóide.
Para diferenciar um do outro:
- O medial é o maior dos três e tem forma de paralelepípedo robusto.
- O intermédio tem mais faces articulares que os anteriores e são os menores.
- O lateral é robusto na parte posterior e ligeiramente afilado na parte anterior.